# W38
W38  foi uma linha de ogivas termonucleares dos Estados Unidos da América, desenvolvida pelo Laboratório Nacional Lawrence Livermore, foram utilizadas em meados dos anos de 1960.
Elas tinham 81 cm de diâmetro, 2m de comprimento e pesava 3.080 libras, tinham uma media de 3,75 megatons.